# Posens voetbalkampioenschap 1911/12
In 1911/12 werd het vierde Posens voetbalkampioenschap gespeeld, dat georganiseerd werd door de Zuidoost-Duitse voetbalbond. Deutscher SV Posen werd kampioen en mocht deelnemen aan de Zuidoost-Duitse eindronde. De club kreeg een bye voor de eerste ronde en verloor in de halve finale van SC Germania Breslau. 

## Eindstand
| Plaats | Club               | Wed. | W | G | V | Saldo | Ptn  |
| ------ | ------------------ | ---- | - | - | - | ----- | ---- |
| 1.     | DSV Posen          | 6    | 5 | 1 | 0 | 51:8  | 11:1 |
| 2.     | FC Britannia Posen | 6    | 4 | 0 | 2 | 21:13 | 8:4  |
| 3.     | SC Union Posen     | 6    | 1 | 1 | 4 | 10:35 | 3:9  |
| 4.     | FC Viktoria Posen  | 6    | 1 | 0 | 5 | 7:33  | 2:10 |

|  | Kampioen |